# Фильюнскрун
Фильюнскрун (африк. Viljoenskroon) — город в ЮАР, в местном муниципалитете Моцгхака района Фезиле-Даби провинции Фри-Стейт.

## История
В начале XX века здесь находилась ферма Махемскёйл. По мере того, как здесь стали селиться работники окрестных золотых и алмазных приисков, население возрастало, и в 1921 году был основан город, который получил своё название в честь владельца фермы Фильюна и его лошади по кличке Крун.

## Население
Согласно переписи 2001 года, в Фильюнскруне проживало 2514 человек, две трети из которых были белыми. При этом в выросшем рядом неофициальном поселении Раммулутси проживало 24.578 чернокожих.